# 128
|  | Per a altres significats, vegeu «Nombre 128». |

El 128 (CXXVIII) fou un any de traspàs començat en dimecres del calendari julià.

## Esdeveniments
- Roma: S'acaba el Panteó de Roma amb la major cúpula construïda fins aquells moments.

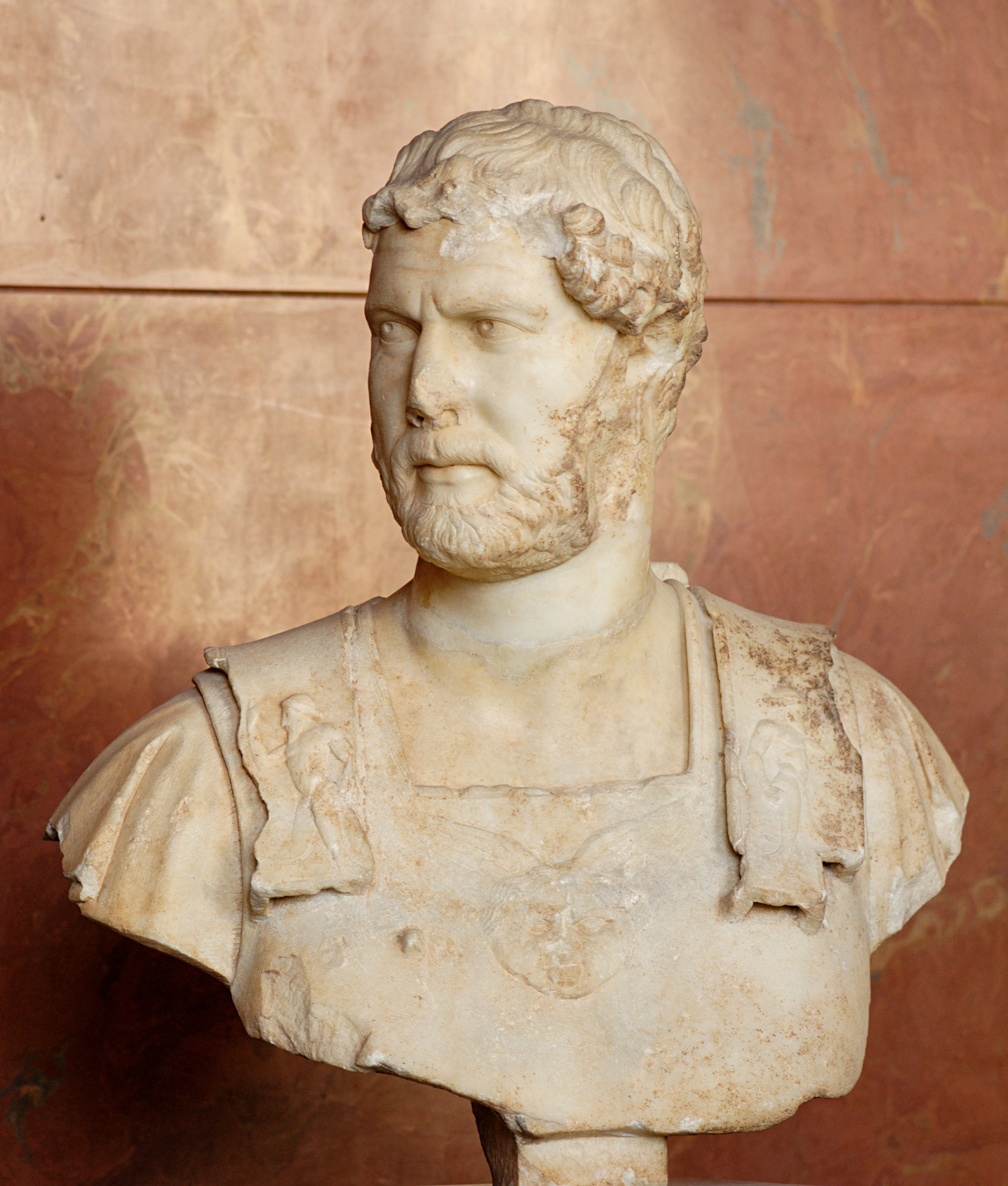
Bust d'Adrià al Museu del Louvre.